# メトシェラ

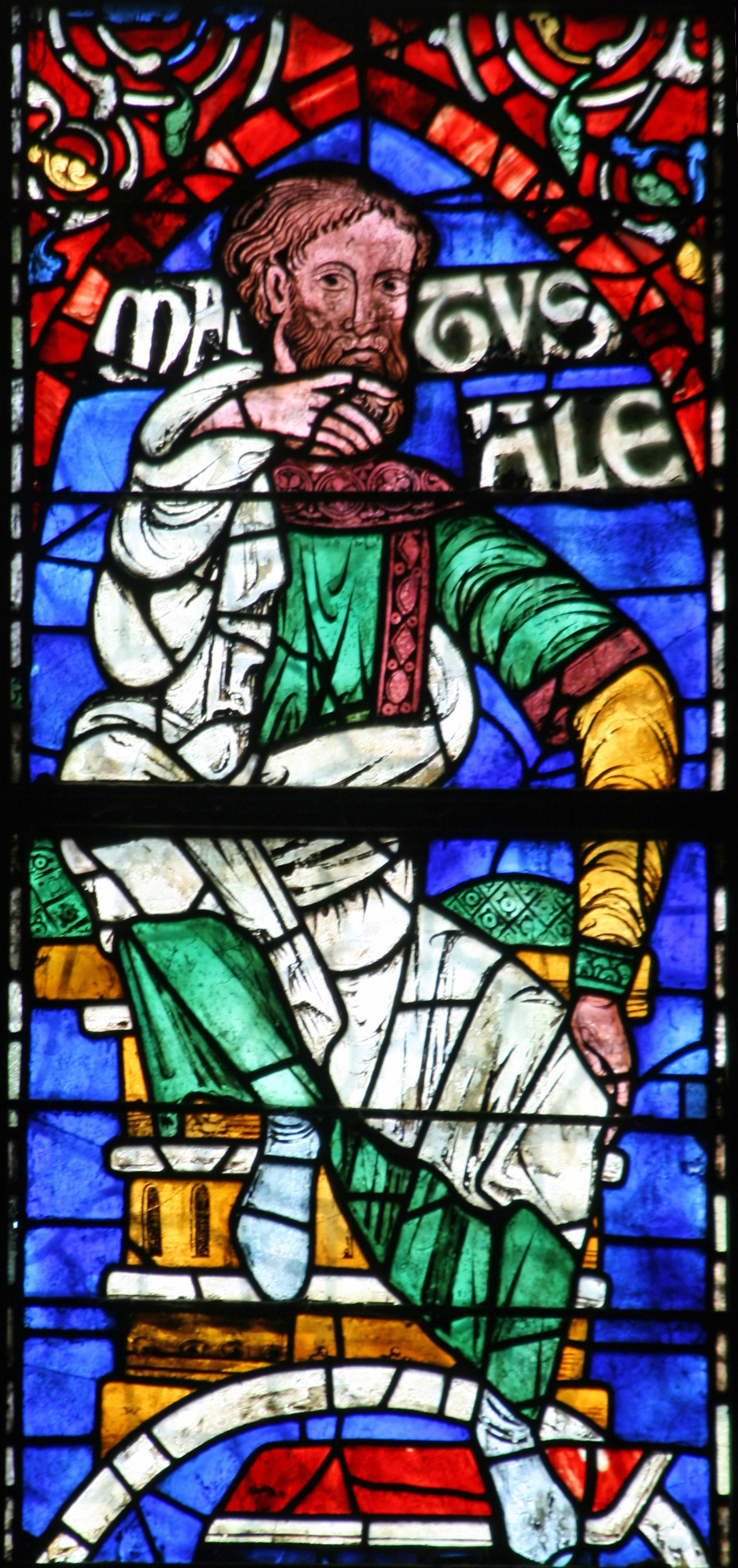
メトシェラ

メトシェラ（メトセラ、英: Methuselah、生没年不詳）は、旧約聖書の『創世記』5章21節から27節に登場する、伝説的な人物。創世記によれば、エノクの息子で、かつノアの方舟で知られるノアの祖父にあたる。メトシェラは969歳で死んだと記述され（創世記5:27）、創世記においても、聖書全体においても、最も長寿であった人物である。
メトシェラはエノクが65歳のときに生まれた（創世記5:21）。187歳のときに孫のノアをもうけ、ほかに男子と女子をもうけた。その齢は969歳であった。これが聖書正典に述べられた彼の生涯のすべてである。
『創世記』の記述から計算すると、彼の死の直後に洪水が起きたことになり、彼の死の時まで神は忍耐を持って洪水を起こさなかったという解釈が出て来る。神の忍耐によって彼は最長寿となった。彼のあとノアとその家族らが残ったことから、また彼の信仰をノアが受け継いだとも考えることが出来る。
キリスト教においては、イエス・キリストの先祖であることから、一部の教派で聖人とされる。

## メトシェラの母と妻
エチオピア正教正典の『ヨベル書』によれば、次のとおりである。第12ヨベルの第7年周にエノクは天使ダネルとイエレドの姉妹の間にできた娘エダニと結婚し第12ヨベルの第7年周の第6年にメトシェラが生まれた。
第14ヨベルの第3年周の第1年にメトシェラは天使エズラエルとエノクの姉妹の間にできた娘エドナと結婚しレメクと娘が生まれた。
なお同じくエチオピア正教正典『エノク書』には、エノクのもとにメトシェラがやってきて息子のレメクの息子のノアが肌が雪のように白く、バラより赤く髪は白羊毛より白く……天使の子に違いないと相談したとの記述がある。

## 影響
- メトシェラは、キリスト教やユダヤ教文化においては、長命な者の喩えに使われる。たとえば著名なSF作家ロバート・A・ハインラインは、長命種族を扱った作品を『メトセラの子ら』（原題: Methuselah's Children）と題している。
- 日本の吹奏楽曲の作曲家である田中賢がメトシェラをエッセンスにして、『「メトセラ」打楽器群と吹奏楽のために』を作曲して、1988年に発表した[1]。この曲は打楽器奏者7人の大編成のバンドで演奏されるもので、28種類の打楽器が必要な難曲である[2]。
- 聖書で最も長寿な人物であることにちなみ、非常に年齢の古い恒星であるHD 140283をNASAでは「メトシェラ星 (Methuselah star)」と呼んでいる[3]。